# Schloss Sacrow
Das Schloss Sacrow ist ein Schloss im Potsdamer Stadtteil Sacrow. Es wurde 1773 von dem schwedischen Generalleutnant Johann Ludwig von Hordt erbaut.

## Entstehung

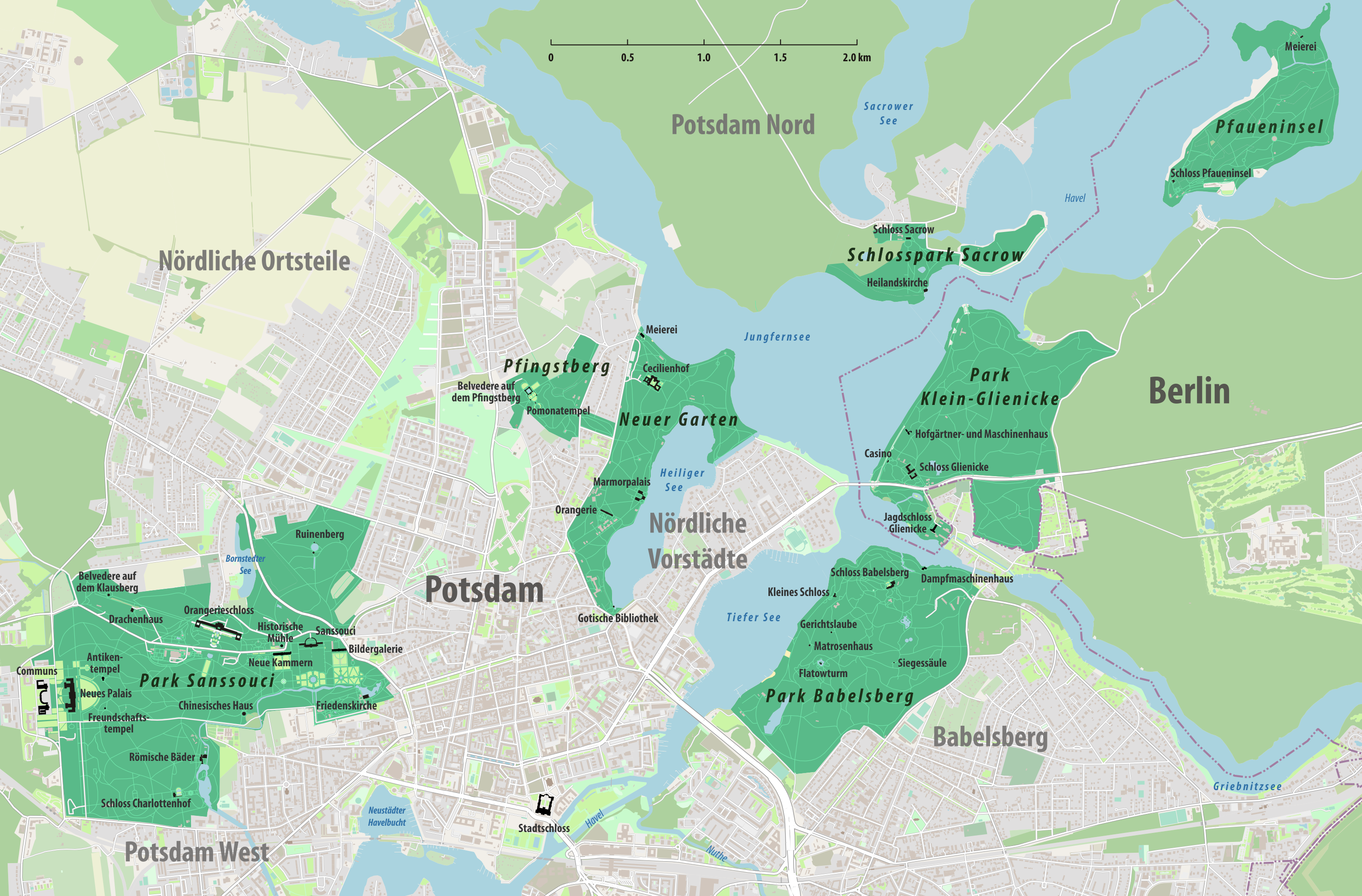
Karte der Berlin-Potsdamer Schlossparkanlagen; Schloss Sacrow liegt im nördlichen Bereich von Park Sacrow

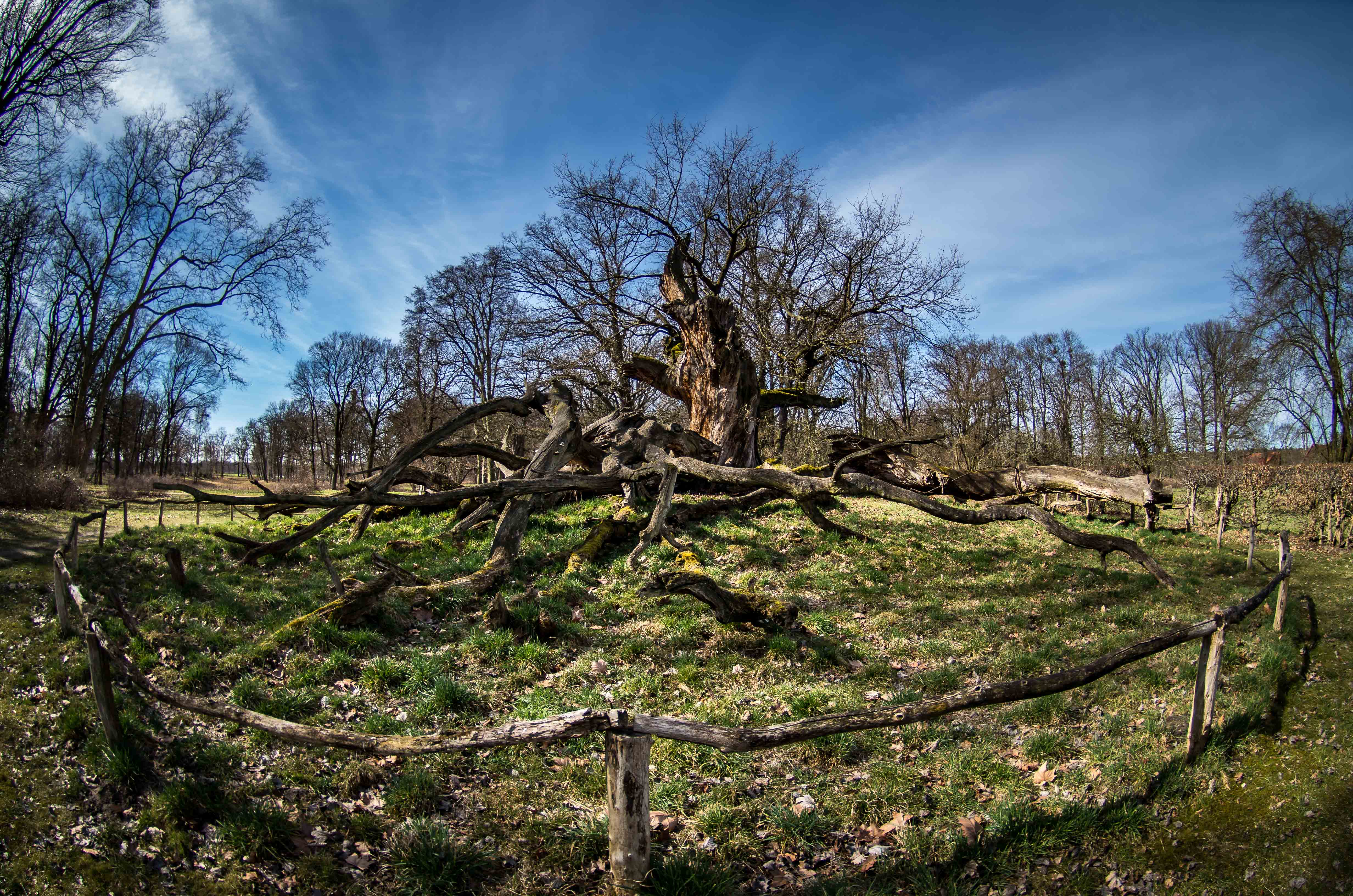
Tausendjährige Eiche im Schlosspark Sacrow

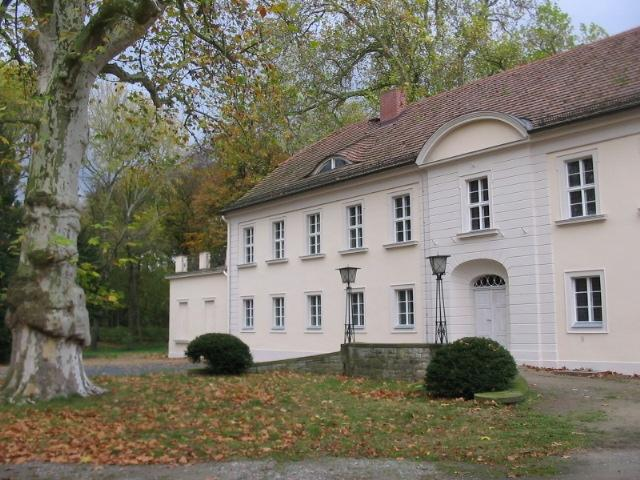
Schloss Sacrow

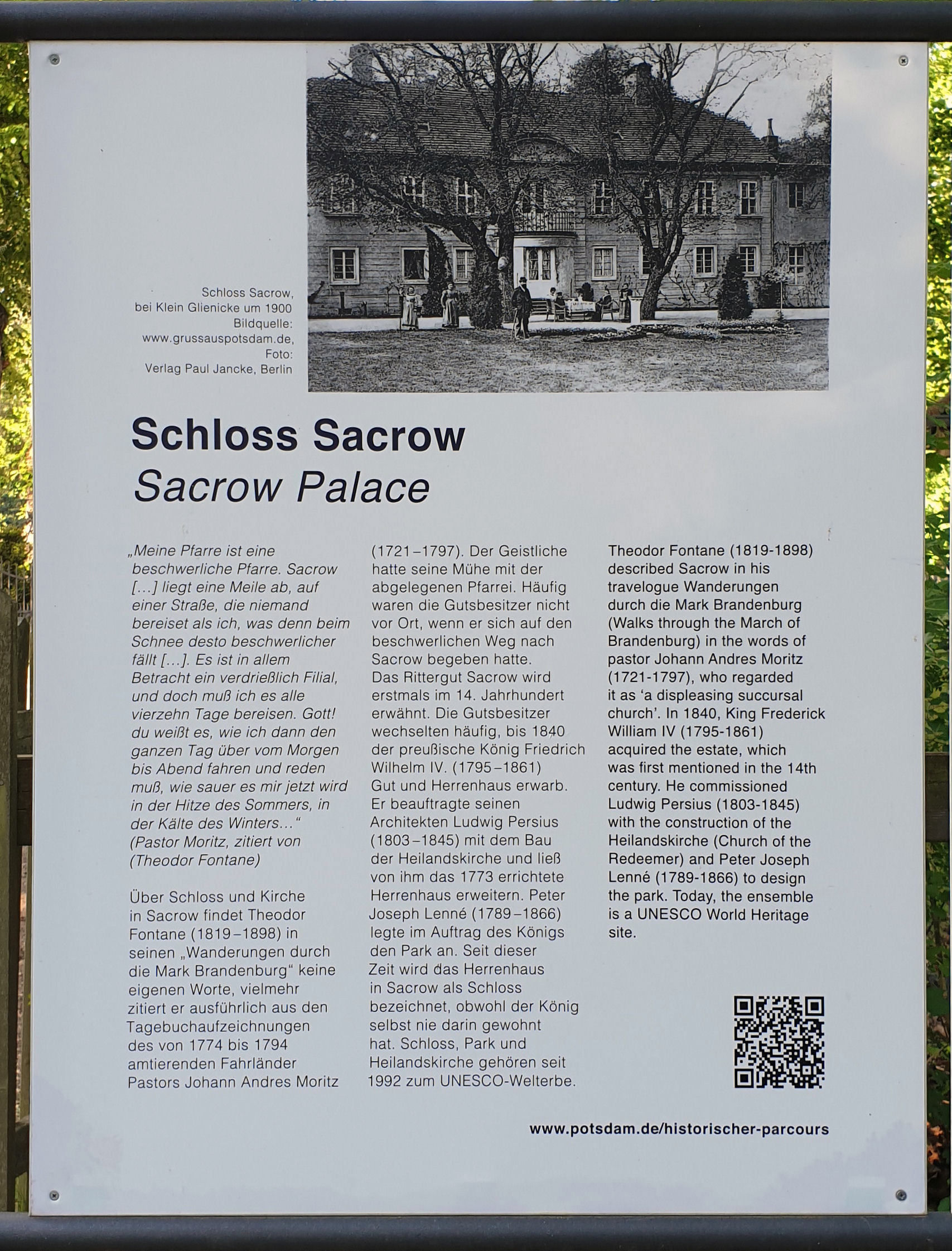
Gedenktafel am Schlosspark

Die Ursprünge des Ortes Sacrow gehen zurück auf ein Rittergut, welches im 14. Jahrhundert erstmals im Landbuch Kaiser Karls IV. erwähnt wird. Im Jahre 1764 erwarb der Festungskommandant der Zitadelle Spandau, der schwedische Generalleutnant Graf Johann Ludwig von Hordt aus der schwedischen Adelsfamilie Hård af Segerstad, das Gut und baute 1773 an der Stelle eines Vorgängergebäudes ein neues Herrenhaus. Entsprechend den barocken Stilkonventionen ist es streng symmetrisch mit je vier Fensterreihen beiderseits der Mittelachse angelegt. Eine Besonderheit stellte schon in der Entstehungszeit ein großes Gewächshaus dar, welches direkt an den Südgiebel des Gebäudes anschloss. Im Schlosspark steht außerdem eine „tausendjährige Eiche“, die als Naturdenkmal geschützt ist. Im Jahr 1779 erwarb Heinrich Karl de la Motte Fouqué, aus Brandenburg kommend, das Gut und mit ihm das Herrenhaus. Sein Sohn, Friedrich de la Motte Fouqué, der spätere Dichter, verlebte hier einige Jahre seiner Jugend. Wahrscheinlich hat er wesentliche Inspirationen für seine „Undine“ am Sacrower See erhalten. Von 1781 bis 1811 war Sacrow im Besitz des kgl. Kammerherrn Graf August Ferdinand von Haeseler, ein Stiefsohn des Erbauers Graf von Hordt. Der erste bürgerliche Schlossherr war 1811 der kgl. Kommerzienrat und Generalkonsul Jean Balthasar Henry, der im Handel mit Russland ein Vermögen gemacht hatte und neben Sacrow die Güter Fredersdorf und Vogelsdorf im Osten Berlins besaß. Henrys Schwager, der ebenfalls zu schnellem Reichtum gekommene Bankier Rudolph Rosentreter, verheiratet mit Eugenie Caroline Henry, war von 1812 bis 1814 Besitzer des benachbarten Guts Klein-Glienicke und hatte dort Karl Friedrich Schinkel mit ersten Umbauten beauftragt. Der Bruder Jean Henry, verheiratet mit Daniel Chodowieckis Tochter Suzette, gehörte zu den führenden Theologen und Kunstkennern seiner Zeit. Jean Balthasar Henry starb bereits 1813. Seine Erben verkauften Schloss und Gut Sacrow 1816.

## Geschichte
Im Jahr 1816 erwarb der Berliner Bankier Magnus das Gut, das die Familie als Sommersitz nutzte. Zu den Gästen gehörten auch Angehörige der Familie Moses Mendelssohn, zu der eine weitläufige Verwandtschaft bestand. Felix Mendelssohn Bartholdy komponierte hier wahrscheinlich Teile seines Streichquartetts in a-moll (Op. 13). Auf dem Gutsgelände wurde eine Produktionsstätte für Bleizucker und Bleiweiß eingerichtet, die etwa zwanzig Jahre bestand und zu einer nachhaltigen Verunreinigung des Erdreiches führte (s. Abschnitt Dekontamination). Die Anlage wurde im Zusammenhang mit dem großflächigen Bodenaustausch archäologisch untersucht.
Ein entscheidendes Datum für Sacrow war das Jahr 1840, als Friedrich Wilhelm IV. Gut und Herrenhaus für 60.000 Taler von Magnus kaufte. Gleichzeitig gab er den Befehl zum Bau der Heilandskirche durch seinen Architekten Ludwig Persius, der auch das Herrenhaus erweitern sollte. Persius fügte am Nordgiebel einen zweistöckigen Anbau mit einem repräsentativen Eingang im italienischen Stil an. Die Bel Etage des Schlosses wurde vom Schlosskaplan Albert Heym, dem ersten Pfarrer der Heilandskirche, als Amtswohnung genutzt. Ebenso entstand hinter dem Gewächshaus ein großes Speichergebäude. Peter Joseph Lenné legte im Auftrag des Königs den Park an, der die Kirche mit einbezog und dessen Sichtachsen den Blick freiließen auf die benachbarten Schlösser Pfaueninsel, Glienicke und Babelsberg. Seit dieser Zeit wird das Herrenhaus in Sacrow als Schloss bezeichnet, obwohl der König selbst nie darin gewohnt hat. Aus den folgenden Jahrzehnten bis zum Ende des Kaiserreichs ist über Sacrow wenig bekannt. Nach der Novemberrevolution 1918 bewohnte der preußische Staats- und Finanzminister Albert Südekum das Schloss, anfangs als Wochenendsitz, ab 1920 dauerhaft. Vom Herbst 1922 bis November 1934 wohnten hier Eberhard Cranz, ein Freund von Gotthard Sachsenberg, und seine Frau Emma geb. Neuhaus.

### Im Dritten Reich
1938 wurde das Schloss zum Wohn- und Dienstsitz des Generalforstmeisters Friedrich Alpers umgebaut. Dabei verlor es im Innern vollständig seine barocke Gestalt. Die Repräsentationsräume wurden in das Erdgeschoss verlegt, während die Wohnung im Obergeschoss Platz fand.
Der Dachfirst wurde verlängert, um einen Teil des von Persius errichteten Anbaus am Nordflügel mit in das Gebäude einzubeziehen. Der übrige Anbau erhielt anstelle des Spitzdachs eine große Dachterrasse, darunter entstand ein Bankettsaal mit bodenlangen Fenstern. Die Nebengebäude wurden entfernt, zudem entstanden das Adjutantenhaus sowie die Wohnungen des Chauffeurs und des Försters und eine kleine Falknerei.

### In der DDR
1945 wurde das Schloss „Volkseigentum“ und diente fortan als Kinderheim und Erholungsheim für Verfolgte des Naziregimes. Mit dem Mauerbau zogen zunächst die Nationale Volksarmee und ab 1973 die Zollbehörden der DDR im Schloss ein. Das Gewächshaus wurde abgerissen, im Park entstanden Trainingsanlagen für die Spürhunde des Zolls.

### Nach der Wiedervereinigung
Mit der Deutschen Wiedervereinigung 1990 konnte zunächst der Verein „pro Brandenburg“ von Sacrow aus Wirtschaftskontakte zwischen den sogenannten alten und neuen Ländern knüpfen. 1993 ging das Schloss in die Verwaltung der „Stiftung Preußische Schlösser und Gärten“ über. Es wurde begonnen, den Park nach den originalen Plänen Lennés wiederherzustellen und das Gebäude als Museum einzurichten. Dabei stellte sich heraus, dass Sacrow wegen der ungünstigen infrastrukturellen Voraussetzungen für eine ständige Ausstellung wenig geeignet ist. Nachdem das Dach instand gesetzt und eine Heizung installiert wurde, mussten die Arbeiten vorläufig abgebrochen werden, bis ein tragfähiges Nutzungskonzept erarbeitet wurde. 2003 erfuhr der Verein Ars Sacrow bei der SPSG Unterstützung für eine zeitweise Zwischennutzung des Schlosses als „Museum für einen Sommer“.
Auf dem Hof der Nebengebäude ist ein Café eingerichtet. Organisiert werden die Kunstausstellungen vom Verein Ars Sacrow, in dem sich engagierte und interessierte Bürger zusammengefunden haben. Sie wollen Kirche, Schloss und Schlosspark weiter für Besucher öffnen und die dringend notwendigen Restaurierungsarbeiten weiter unterstützen.
Von August 2006 bis Ende 2008 war das Schloss Sacrow mit seinen Nebengebäuden der neue Außendrehort der Telenovela Wege zum Glück, es stellte das Gutshaus der Familie van Weyden dar.

## Dekontamination 2012
Durch die Bleizucker- bzw. Bleiweißproduktion ab etwa 1816 wurde das Gelände des Gutshofes auf einer Fläche von mehr als 4.000 m² und einer Tiefe von bis zu 2,5 m mit Bleirückständen kontaminiert. Die Entdeckung des Schadens (2009) geht auf private Initiative zurück. Untersuchungen ergaben darüber hinaus eine Bleistaubbelastung im gesamten Schloss, das – wie auch Teile des Gutsparkes – für die Dauer von zwei Jahren für die Öffentlichkeit gesperrt werden musste. Die Sanierung wurde 2012 durchgeführt.